# GM Futurliner
I GM Futurliner sono stati un gruppo di autocarri personalizzati, disegnati nel 1940 da Harley Earl per General Motors, interamente per la compagnia della Parata del Progresso - una mostra itinerante Nordamericana che promuoveva auto e tecnologie del futuro.
Avendo utilizzato tra il 1936 e il 1940 otto Streamliners personalizzati, GM ha sponsorizzato la Parade of Progress e i Futurliners dal 1940 al 1941 e poi di nuovo dal 1953 al 1956.
Lungo più di 10 metri, largo circa 2.5, alto più di 3.35, e pesante più di 12 tonnellate, ogni Futurliner era decorato in stile Art déco pesantemente stilizzato, carrozzeria aerodinamica, fiancate verniciate di rosso intenso e tettuccio bianco, grandi pannelli laterali cromati, un motore militare GMC in linea a 6 cilindri con trasmissione automatica da 4900 cc a benzina, pneumatici fascia bianca e un abitacolo di guida sporgente posizionato in alto e centrato con un parabrezza panoramico.
Sono stati costruiti in tutto 12 Futurliners, di 9 dei quali si è ancora a conoscenza al 2007. Nel 2014, il Futurliner numero 10 è stato nominato per l'inclusione nel National Historic Vehicle Register.

## Parata del Progresso
Originalmente costruiti per la Fiera Mondiale di New York del 1939, i Futurliner sono poi stati utilizzati nella Parata del Progresso GM, una carovana promozionale che viaggiò attraverso USA e Canada con 150 tappe. I Futurliners, assieme ad altri 32 veicoli di supporto, venivano guidati da 50 diplomati del college, che hanno sopperito alle carenze di personale lungo la strada.
Generalmente disposti a ogni tappa intorno a una grande tenda e un chiosco informativo, ogni Futurliner presentava un palco autosufficiente e una grande e sporgente unità estraibile e luminosa dal tetto, e ogni veicolo esponeva una determinata materia. La mostra mobile ricopriva ambiti come la tecnologia dei motori a reazione, agricoltura, ingegneria stradale, suono stereofonico, forni a microonde, televisioni e altre innovazioni. Nel 1955 la mostra di una catena di montaggio in miniatura di un'automobile chiamata "A Car is Born" è stata costruita per uno dei Futurliners. Anche una mostra chiamata "Our American Crossroads" venne usata nel 1955. La mostra era narrata da Parker Fennelly e integrata da un plastico che si trasformava per mostrare il progresso delle infrastrutture dal 1902 al 1953.
Interrotta durante la Seconda Guerra Mondiale, i veicoli furono restaurati dalla GM e la Parata del Progresso continuata nel 1953. La parata rigenerata fu interrotta nel 1956 una volta per tutte, a causa della popolarità crescente delle Network Television — una delle tecnologie che i Futurliners stessi un tempo promossero.

## Dopo la Parata
Dopo la Parata del Progresso, General Motors ha venduto i Futurliners e ne ha donati due alla Polizia di Stato del Michigan. Ribattezzati " Safetyliners", questi furono utilizzati per promuovere la sicurezza stradale.
Almeno un Futurliner fu acquistato da Oral Roberts e usato come palco portatile durante le sue predicazioni evangeliche degli anni 60. Questo veicolo può essere stato portato in America Centrale o Meridionale.

## Oggi

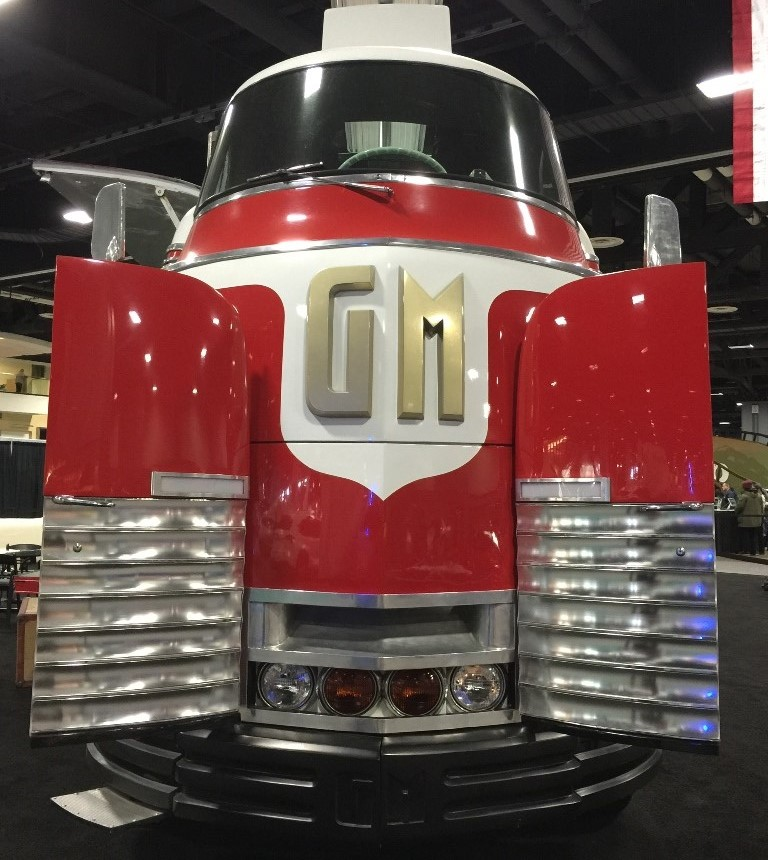
Futurliner numero 10 in mostra con porte aperte

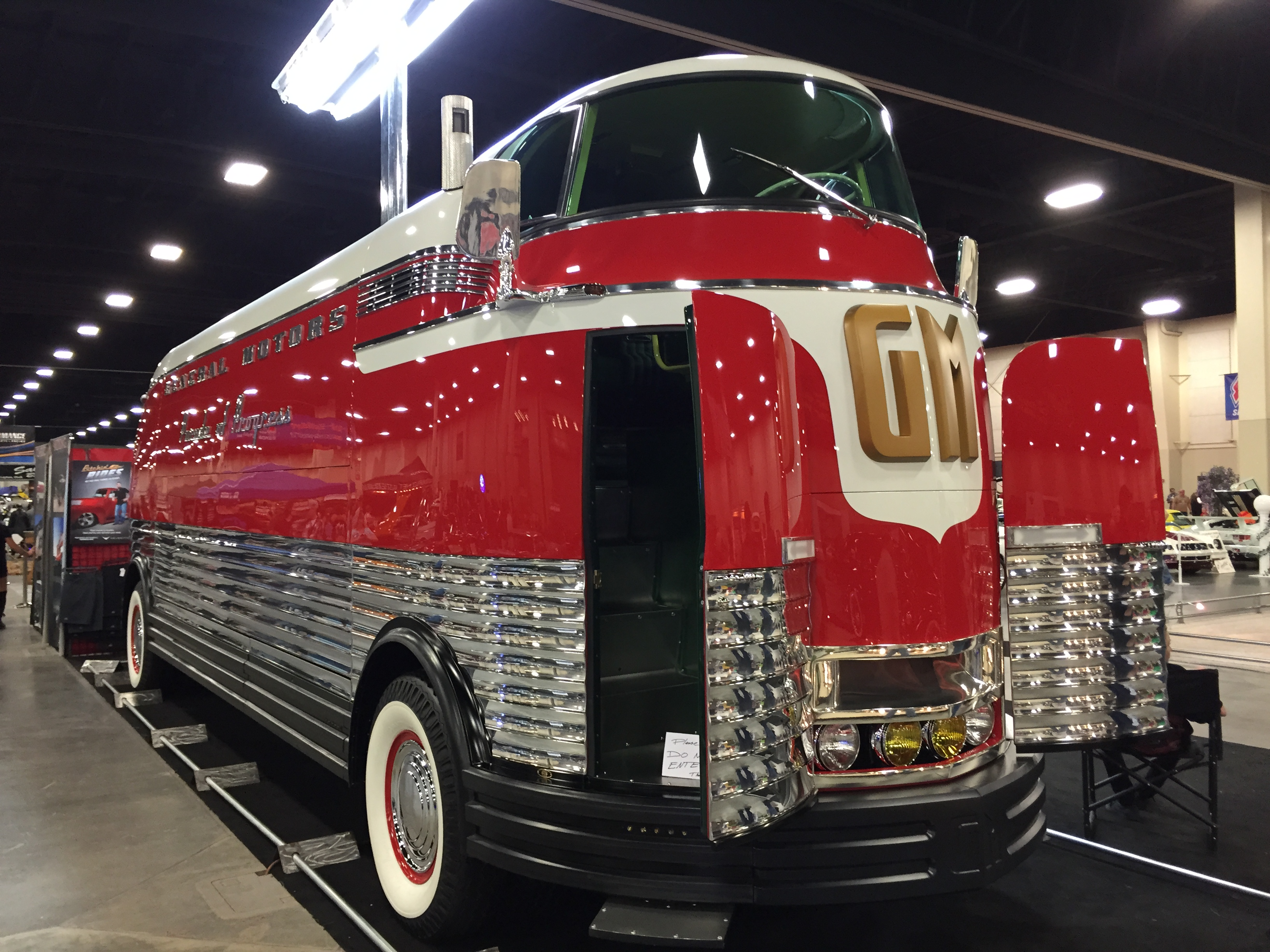
Anteriore destro del Futurliner numero 3 in mostra a Salt Lake City, UT

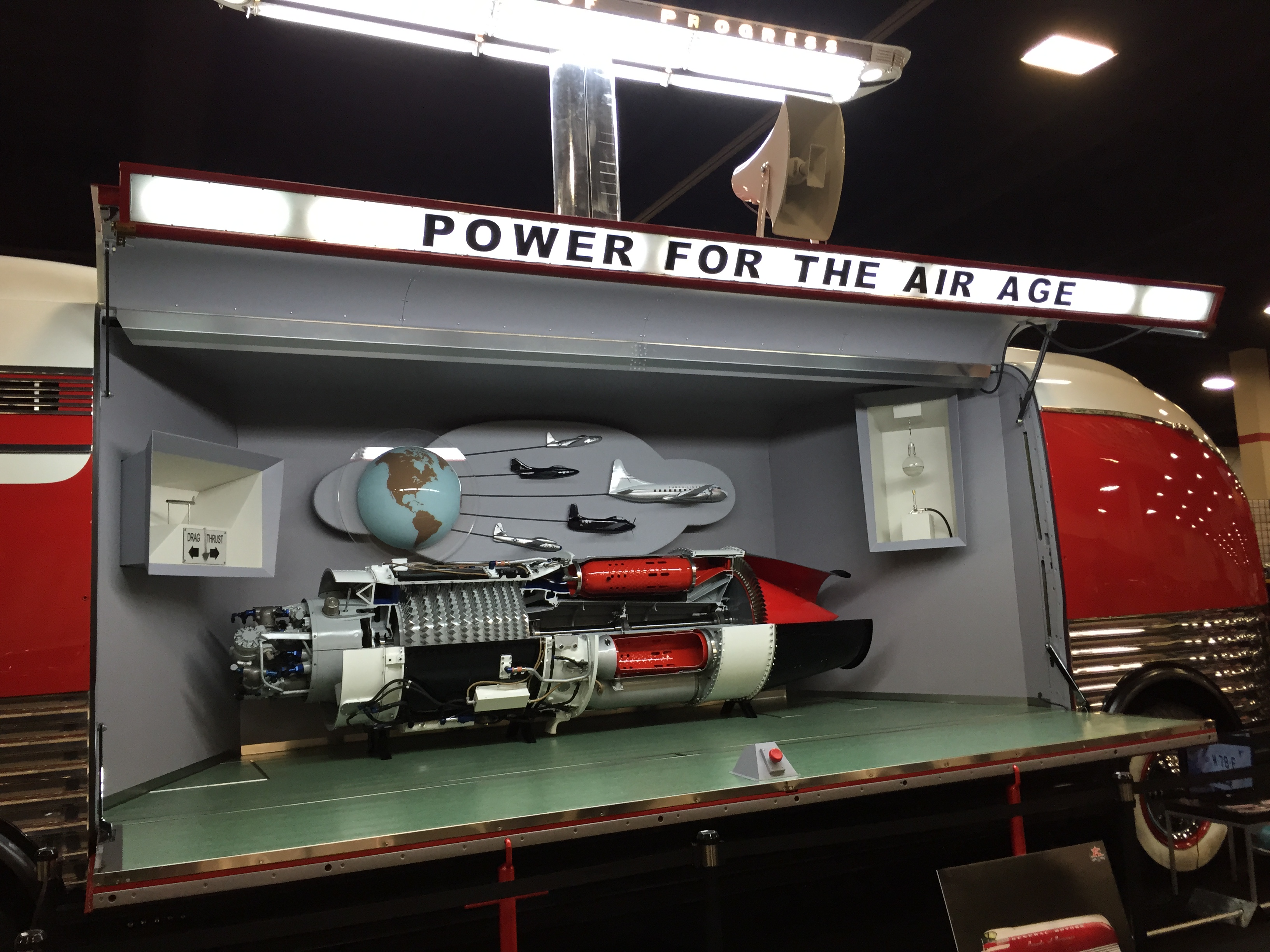
Futurliner numero 3 in mostra a Salt Lake City. In particolare allestito con la mostra riguardante il motore a reazione. UT

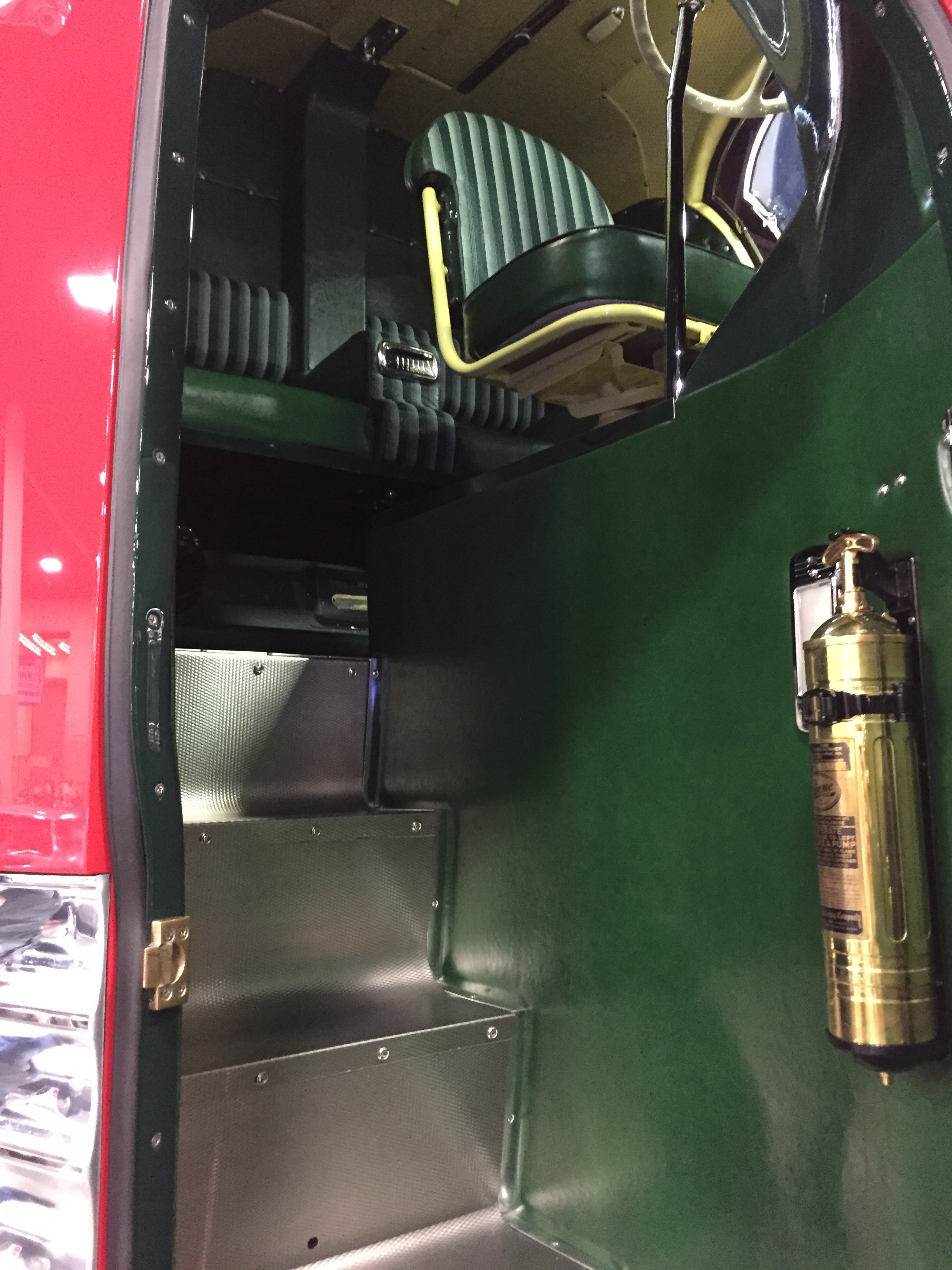
Abitacolo del Futurliner numero 3 in mostra a Salt Lake City, UT

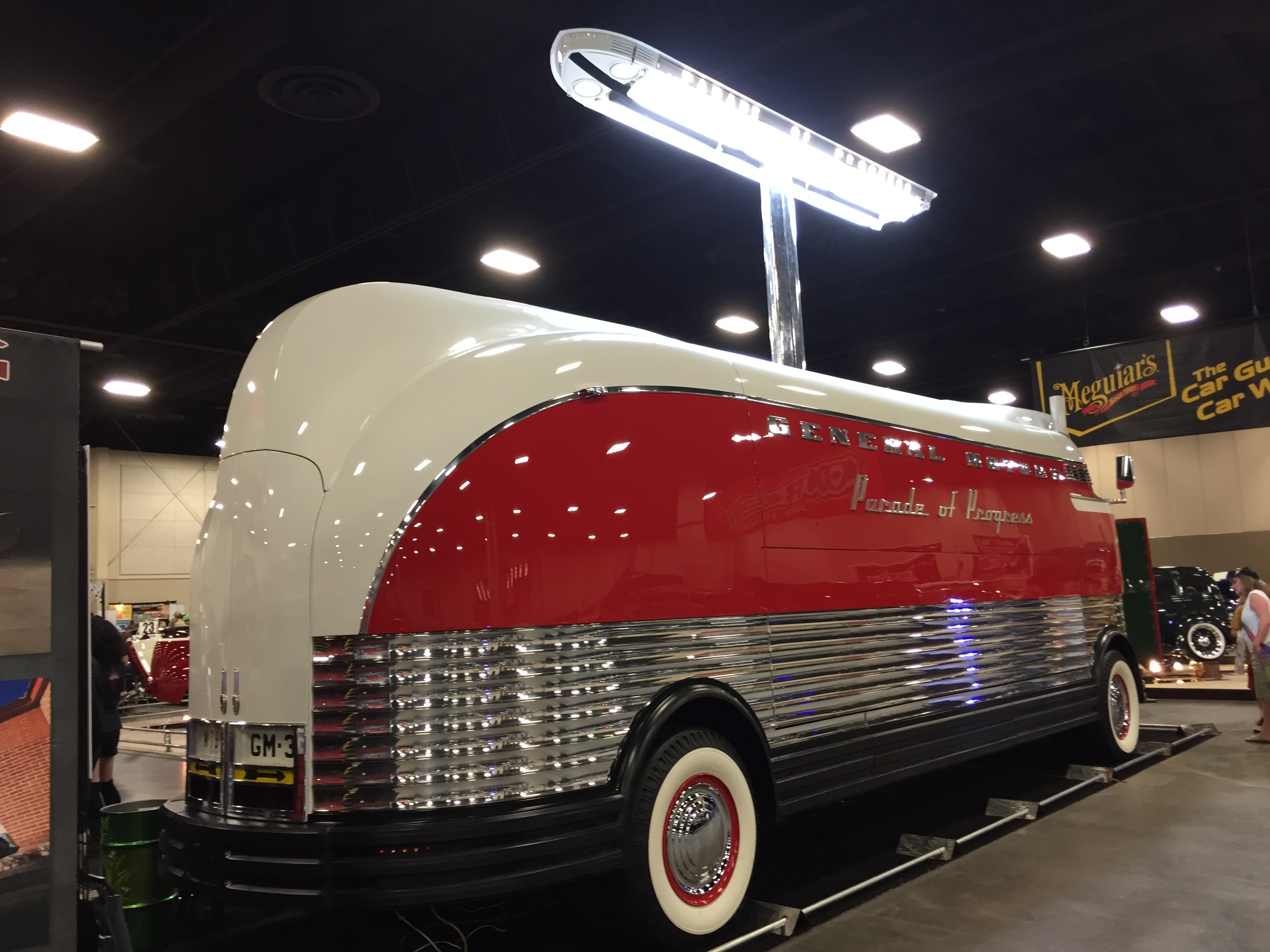
Posteriore destro del Futurliner numero 3 in mostra a Salt Lake City, UT

Dei nove rimanenti Futurliners, uno è stato demolito (considerato raggiunto il suo obiettivo) durante la parata del 1956 e mai rimpiazzato. 
- Il Futurliner numero 11 è stato venduto per la cifra record di 4 milioni di Dollari (più premio) all'immobiliare Ron Pratte il 21 Gennaio 2006 a un'asta di Barrett e Jackson in Arizona ed è stato guidato fino a casa sua a Chandler[8]. Pratte ha venduto lo stesso bus il 17 Gennaio 2015 alla casa d'aste da cui l'aveva acquistato. Il prezzo di vendita fu di nuovo di 4 milioni di Dollari (più premio). I proventi della vendita andarono a favore della "Armed Forces Foundation", una fondazione a sfondo caritatevole che assiste i militari e le loro famiglie[9].
- Il bus numero 10 è stato restaurato e si trova nel NATMUS di Auburn.
- Il bus numero 9 è stato restaurato e viene utilizzato come camper.
- Il bus numero 8 nel 2008 ha raggiunto la sua nuova casa in Svezia. Il nuovo proprietario ha programmato di restaurarlo in un decennio[10]. Fu il primo, e per ora, l'unico Futurliner a raggiungere l'Europa[11].
- Dal 2013 la compagnia di bus " Peter Pan" ha il Futurliner 7[12] verniciato con l'originale livrea e ha il Futurliner 6 in magazzino.
- Il Futurliner numero 5 è stato ricostruito e restaurato da parti di ricambio in funzione di camion da trasporto.
- Il restauro del Futurliner 3  è stato il soggetto di due episodi della serie TV in onda su Dmax, Salt Lake Garage. È stato sottoposto a un restauro durato un anno e 7 mesi tra 2013 e 2014, ed è il più completo e meglio restaurato dal punto di vista della periodicizzazione storica dei 9 esistenti[13].
- Il Futurliner numero 4 è in restauro o si hanno piani per il restauro in Maine[12].
- Rimangono due Futurliners che sono dati per dispersi[14].

## Lista dei Futurliner
La seguente tabella elenca le mostre originali e il corrente stato delle unità. L'etichetta sconosciuto nella voce Destino non attesta che non esistano ma che l'identità di alcuni non è stata associata alla mostra originale. Le modifiche in alcune mostre rendono più difficile tracciare il destino di alcuni bus.
| Numero | Immagine | Mostra Originale            | Destino/Stato/Luogo Corrente |
| ------ | -------- | --------------------------- | --- |
| 1      |          | Miracles of Heat and Cold   | Sconosciuto |
| 2      |          | Our American Crossroads     | La mostra è al General Motors Heritage Center. La posizione del veicolo è sconosciuta.                                                               |
| 3      |          | Power for the Air Age       | Restaurato da Kindig-it Design 2013-2014 |
| 4      |          | Diesel Power Parade         | Sconosciuto |
| 5      |          | World of Science            | Donato il retro al Num. 8 e l'asse frontale al Num. 10; Convertito il resto in un camion da trasporto customizzato, spinto da un 230 Cummins Diesel. |
| 6      |          | Energy & Man                | Sconosciuto |
| 7      |          | Out of the City Muddle      | Di proprietà di Peter Pan Bus Lines |
| 8      |          | Around the Farm House Clock | Attualmente di Nicklas Jonsson in Svezia. Sotto restauro, prevista la conclusione per Marzo 2018                                                     |
| 9      |          | Reception Center            | Attualmente a Sherman Oaks, California. Convertito in un camper. Ora con un collezionista in Germania                                                |
| 10     |          | Opportunity for Youth       | Donato al National Automotive and Truck Museum nel 1993. Restaurato by Don Mayton.                                                                   |
| 11     |          | March of Tools              | Venduto a un donatore anonimo all'asta della Barrett-Jackson nel 2015 a Scottsdale, Arizona                                                          |
| 12     |          | Precision and Durability    | Sconosciuto |